# Vîsoke, Hrebinka
Vîsoke (în ucraineană Високе) este un sat în comuna Oleksandrivka din raionul Hrebinka, regiunea Poltava, Ucraina.

## Demografie
Componența lingvistică a localității Vîsoke
     Ucraineană (98,88%)
     Rusă (1,12%)
Conform recensământului din 2001, majoritatea populației localității Vîsoke era vorbitoare de ucraineană (98,88%), existând în minoritate și vorbitori de rusă (1,12%).